# Пон-л’Эвек (сыр)
Пон-л’Эвек (фр. Pont-l'Évêque, также называют по-русски Пон-Левек) принадлежит к семейству мягких сыров из коровьего молока с отмытой корочкой. Квадратная форма позволяет легко отличать его от других нормандских сыров.

## История
Впервые этот сыр был упомянут в монастырских летописях XII века. Возможно, и придумали его монахи, как это нередко случалось в истории. Тогда его называли «angelon» или «angelot» — «ангелочек» (так же называлась старинная французская монета). К XVI веку его название превратилось в «augelot» — «ожелочек» (то есть сыр, который делают в местности Пэи д'Ож (Pays d’Auge)).
Современное название Пон-л’Эвек по имени небольшого городка в Нижней Нормандии появилось приблизительно в XVII веке. В XVIII веке Пон-л’Эвек уже широко был известен за пределами Нормандии и даже экспортировался в другие страны.
Сыр приобрёл статус контролируемого по месту происхождения (AOC) в 1975 году.
Несмотря на то, что у этого сыра не менее богатая история и не менее изысканный вкус, чем у его собратьев камамбера и ливаро, он всегда находился немного в тени последних. Объёмы его производства значительно меньше, чем объёмы производства камамбера и ливаро. Более того, он входит в список французских сыров, от которых ещё не отведена угроза их постепенного исчезновения и утраты традиций изготовления.

## Изготовление
Изготовление Пон-л’Эвек разрешено в департаментах Нормандии, а также в расположенном южнее департаменте Майен. Центром производства остаётся департамент Кальвадос (Calvados), считающийся родиной Пон-л’Эвек. Производится круглый год.
Для изготовления головки сыра массой 350—400 граммов требуется 3 литра молока. Цельное либо частично обезжиренное молоко нагревается до 35°; добавляется
закваска. Затем образовавшийся сгусток разрезается на мелкие (1—2 см) кусочки и перемешивается. Калье выкладывается в квадратные формы.
Сыры зреют в специальных неотапливаемых сушильнях. Их переворачивают и обмывают слабым рассолом. Вызревание длится от 2 до 6 недель; сырная корочка постепенно меняет цвет с белёсого до красного.

## Описание
Традиционная форма Пон-л’Эвек — квадрат со стороной 10,5-11,5 см. В настоящее время также встречаются маленькие сыры со стороной 8—9 см, а также большие (так называемые «двойные») со стороной до 21 см.
Сырное тесто плотное, однородное, с глазками, кремово-жёлтого цвета. Корочка охристая, с характерными «штрихами» с обеих сторон.
Пон-л’Эвек — это довольно пахучий сыр с ярко выраженным вкусом и сладковатым послевкусием. Острота вкуса, равно как и цвет корочки, зависит от срока созревания.

## Употребление
Сыр хорошо сочетается с белым хлебом, сухофруктами, орехами. К нему подходят красные вина и сидр.